# Isanthrene joda
Isanthrene joda là một loài bướm đêm thuộc phân họ Arctiinae, họ Erebidae.